# Rudka (gemeente)
De gemeente Rudka is een landgemeente in het Poolse woiwodschap Podlachië, in powiat Bielski (Podlachië).
De zetel van de gemeente is in Rudka.
Op 30 juni 2004 telde de gemeente 2327 inwoners.

## Oppervlakte gegevens
In 2002 bedroeg de totale oppervlakte van gemeente Rudka 70,21 km², waarvan:
- agrarisch gebied: 51%
- bossen: 42%

De gemeente beslaat 5,07% van de totale oppervlakte van de powiat.

## Demografie
Stand op 30 juni 2004:
| Omschrijving                   | Totaal | Totaal | Vrouwen | Vrouwen | Mannen | Mannen |
| ------------------------------ | ------ | ------ | ------- | ------- | ------ | ------ |
| eenheid                        | aantal | %      | aantal  | %       | aantal | %      |
| inwoners                       | 2327   | 100    | 1163    | 50      | 1164   | 50     |
| bevolkingsdichtheid (inw./km²) | 33,1   | 33,1   | 16,6    | 16,6    | 16,6   | 16,6   |

In 2002 bedroeg het gemiddelde inkomen per inwoner 1485,38 zł.

## Plaatsen
Józefin, Karp, Koce Borowe, Niemyje-Jarnąty, Niemyje-Skłody, Niemyje-Ząbki, Nowe Niemyje, Rudka, Stare Niemyje.

## Aangrenzende gemeenten
Brańsk, Brańsk, Ciechanówiec, Grodzisk, Klukowo